# Candaules
Candaules, chamado Mírsilo pelos helenos, cujo nome verdadeiro provavelmente é Sadiates I, era o suserano de Sardes; ele descendia de Alcaios, filho de Héracles; Ágron, filho de Nino (o filho de Belo, que por sua vez era filho de Alcaios) foi o primeiro heráclida rei de Sardes, e Candaules, filho de Mirsos, foi o último. Os reis dessa região antes de Ágron eram descendentes de Lidos, filho de Átis, do qual todo o território lídio tirou o seu nome (antes disso ele era chamado terra dos méios). E destes os Heráclidas, descendentes de Héracles e de uma escrava de Iárdano, receberam o poder e o exerceram em virtude de um oráculo; eles governaram durante vinte e duas gerações, ou quinhentos e cinco anos, filho sucedendo a pai, até Candaules, filho de Mirsos.
Ele foi sucedido por Giges, que o assassinou e casou-se com sua esposa.

## Morte
Reza a lenda que sua morte se deu da seguinte forma: Candaules tinha certeza de que sua esposa era a mulher mais bela de todas. Para provar, ele chamou seu criado mais fiel (Giges da Lídia) e disse: “penso, Giges, que não crês nas minhas palavras a respeito de minha mulher. Age então de maneira a vê-la nua”. Sem opção — afinal, ordem do rei é ordem do rei —, o súdito se esconde atrás da porta do quarto para vê-la se despindo e cumprir a vontade do amo.
O problema é que, à época, uma mulher só poderia ser vista nua por um único homem. Caso mais de um homem a visse nua, um deles deveria ser morto.
Ao se esconder para ver a mulher do rei nua, ela percebeu a presença de Giges e encostou o empregado na parede. Só havia uma maneira de resolver a desonra: Giges precisava matar Candaules e assumir o trono, ou então cometer suicídio. Giges, nada bobo, deu fim no rei, tomou o poder e casou com a viúva.